# 上山诗钠
上山诗钠（英語：Anna Ueyama，1964年8月25日—），原名上山安娜（上山 アンナ），中日混血兒，在香港出生和日本就學，前香港無綫電視演员、歌手，当年与梅艳芳、刘嘉玲、曾华倩、吴君如等人同期，但上山在無綫只作短暫停留，並無拍過劇集。现已退出娱乐圈，轉職保險業。上山詩鈉在1984年畢業於位於日本神戶市的國際學校Canadian Academy。

## 個人
上山詩鈉是演員曹查理的外甥女，表弟是演员张智霖，与已故藝人張国荣是知己。曾經與藝人莫少聰拍拖，其後有過兩段短暫婚姻，1997年與首任丈夫生下一女（Hillary）。
上山詩鈉經歷過兩次失敗婚姻，和第一任范姓丈夫旅行社高層Edmond Fan育有一女Hilary。上山詩鈉曾和鍾保羅、莫少聰傳過緋聞，而上山詩鈉也是因為和鍾保羅拍拖才進入娛樂圈。在和第二任丈夫警察孔小寶離婚後，上山詩鈉便經常與俞琤一起亮相公開場合，之後上山更帶同女兒，與俞琤「一家三口」同居跑馬地「逸廬」；雙方關係維持四年，08年底，俞琤遷入元朗葡萄園，結束同居關係。

## 單曲
- 1986 《小野貓》

## 電影
- 1985 《情逢敌手》
- 1986 《坏女孩》
- 1987 《精装追女仔》
- 1987 《小生梦惊魂》
- 1988 《爱的逃兵》
- 1988 《血CALL机》
- 1996 《四个32A和一个香蕉少年》
- 1999 《玻璃樽》